# チェコ生命科学大学
チェコ生命科学大学（チェコせいめいかがくだいがく)は、チェコ共和国のプラハにある農業教育・研究大学。1906年に設立された。
英名はCzech University of Life Sciences Prague。略称はČZU

## 歴史
1906年にチェコ工科大学に農学が創設され、1911年に最初の農業技術者が卒業した。1920年に農林学部が設立され、1952年にプラハ農業大学校として独立した。1966年、プラハ・スフドルに新設されたキャンパスに移転し、現在に至っている。
1952年に設立された林学部は、1959年までČVUTの一部であったが、1964年に林学研究所として独立し、農業大学の一部となった。1990年からはČZUの一部となった。
1995年にチェコ生命科学大学に改名された。
チェコスロバキアの共産主義支配の時代、大学は集団化された農業を国が支援する一環として、多額の資金が投入された。
1952年から1980年まで、同大学の修士号は5年間であった。その後、1980年から90年にかけて4年制に移行し、再び5年制に戻っている。1993年からは、3年制の学士号も取得できるようになっている。

## 学術
大学では、学士課程、修士課程（単位制）、博士課程を提供している。2023年現在、大学では合計40のプログラムが英語で教えられており、そのうち約15が学士課程、約25が修士課程となっている。
CULSには、農学共同委員会の事務局が置かれている。チェコ生命科学大学（CULS）は、2005年に生命科学ユーロリーグ（ELLS）のメンバーとなり、バイオフェクタープロジェクトのメンバーともなっている。

## 学部と研究機関
- 環境科学部 - 環境モデリング、景観計農業生物学・食品・天然資源学部画、自然保護、地球科学に関連するプログラムを提供している。
- 経済・経営学部 - 農業企業の経営や、金融、銀行、保険、IT、貿易、農村・地域開発、その他農業食品複合体に関連する問題を含む農村・非都市ビジネスの経営・経済学に関連するコースを提供している。
- 農業生物学・食品・天然資源学部 - 作物や動物の生産、天然資源、環境といった伝統的な分野に関連するコースを提供している。
- 森林・木材科学学部 - 林業、狩猟管理、木材産業に関するコースを提供しています。学部は、林業、木材産業、野生動物の管理の分野で、理論的および応用的な研究に取り組んでいる。
- 工学部 - 農業、市場園芸、林業およびその他の関連産業で使用される技術、機械、製造装置を扱う産業技術者を育成している。
- 熱帯農業科学部（旧名称：熱帯・亜熱帯研究所） - 熱帯農業、農村開発、熱帯における天然資源の持続的管理に焦点を当てたコースを提供している。本学部は、2013年に熱帯・亜熱帯研究所（ITS）の転換により設立された。
- 教育・コンサルタント研究所 - 農業と林業のトレーニングに特化し、コンサルタントサービスを提供する独立した教育・科学機関。
- 体育学部 - チェコ農業大学の独立した学部であり、学生に体育の指導を行っている。

## 学長
- 1952–1960 – Vladimir Kosil
- 1960–1966 – Karel Kudrna
- 1966–1970 – Emil Kunz
- 1970–1985 – Ctibor Ledl
- 1985–1990 – Josef Cervenka
- 1990–1994 – Jiří Petr
- 1994–2000 – Jan Hron
- 2000–2003 – Josef Kozak
- 2003–2009 – Jan Hron
- 2010–2018 – Jiri Balik
- 2018–2022 – Petr Sklenička